# مسيحيون تيلوغويون
المسيحيون التيلوغويون هم مجتمع إثني ديني ويشكلون ثاني أكبر أقلية دينية في ولايتي أندرا برديش وتيلانغانا الهندية. وفقاً لتعداد الهند في عام 2001، هناك أكثر من مليون مسيحي في ولاية اندرا براديش وشكلوا حوالي 1.5% من سكان الولاية، وشهدت النسبة انخفاض من تعداد بالمقارنة مع تعداد عام 1971 حيث كانوا يشكلون حوالي 4.2%، وذلك نتيجة لانخفاض معدلات المواليد والهجرة بين المجتمع المسيحي التيلوغوي.
معظم المسيحيين التيلوغويين هم من أتباع المذهب البروتستانتي وينتمون إلى الطوائف البروتستانتية الهندية الكبرى مثل الكنيسة الأنجليكانية السائدة في جنوب الهند، وكنيسة أندرا الإنجيلية اللوثرية، وتحالف سامافام للكنائس المعمدانية، وجيش الخلاص وغيرها. هناك أيضًا عدد كبير من أتباع الكنيسة الرومانية الكاثوليكية والإنجيلية. على الرغم من أن الفرنسيسكان الكاثوليك قد جلبوا المسيحية إلى هضبة الدكن في عام 1535، إلا أنه بعد عام 1759 م، عندما خضعت الدائرة الشمالية لحكم شركة الهند الشرقية، انفتحت المنطقة لنفوذ مسيحي أكبر. أول المبشرين البروتستانت في ولاية أندرا براديش هما القس كران والقس دي جرانجز الذين أرسلتهم جمعية لندن التبشيرية. أقاموا محطة في فيساخاباتنام في عام 1805. وتشمل المناطق التي تضم على عدداً كبيراً من المسيحيين التيلوغويين، السلاسل الشمالية السابقة والحزام الساحلي ومدينتي حيدر أباد وسكندراباد. تدير الكنيسة في ولاية أندرا براديش الآلاف من المؤسسات التعليمية والمستشفيات التي تساهم بشكل كبير في تطوير الولاية. وهناك حضور بارز للمسيحيين التيلوغويين في جميع مناحي الحياة وساهموا كثيرا في تطوير الولاية. يتمتع المسيحيين التيلوغويين، بأحد أعلى معدلات معرفة القراءة والكتابة والمشاركة في القوى العاملة بالمقارنة مع المجتمعات الدينية المختلفة في الولاية.